# Vespa serripes
Vespa serripes är en getingart som beskrevs av Fabricius 1781. Vespa serripes ingår i släktet bålgetingar, och familjen getingar. Inga underarter finns listade i Catalogue of Life.